# Elezioni europee del 2014
Le elezioni europee del 2014 si sono tenute nei 28 stati membri dell'Unione europea tra il 22 e il 25 maggio, come deciso unanimemente dal Consiglio dell'Unione europea. Tutti i Paesi hanno però iniziato lo spoglio dei voti alle 23.00 del 25 maggio, in modo tale da rendere lo scrutinio una procedura simultanea in tutta l'Unione. Le elezioni europee del 2014 rappresentano l'ottava tornata elettorale per il Parlamento europeo, che si tengono ininterrottamente dal 1979, e sono state le prime alle quali ha partecipato anche la Croazia in qualità di nuovo paese membro dell'Unione.

## Data elezioni
In accordo con l'art. 10 e 11 sull'elezione diretta del Parlamento europeo, le elezioni devono essere tenute ogni cinque anni nel primo fine settimana disponibile al termine del precedente mandato elettorale. Poiché le elezioni europee del 2009 si sono tenute dal 4 al 7 giugno, le elezioni si sarebbero dovute celebrare dal 5 all'8 giugno 2014. Tuttavia una decisione unanime del Consiglio europeo ha disposto di individuare una diversa data, che sarebbe altrimenti ricaduta nel periodo della pentecoste. Il Parlamento europeo nella risoluzione del 22 novembre 2012 ha chiesto al Consiglio di scegliere fra il fine settimana del 15 e quello del 22 maggio. Il 14 giugno 2013 il Consiglio ha deciso di fissare la data dal 22 al 25 maggio 2014.
Ogni Stato membro dell'Unione europea ha avuto la libertà di definire in quali e per quanti giorni mantenere aperte le urne sul proprio territorio, rendendo possibile a ciascun paese membro di scegliere dei giorni abituali: giovedì nel Regno Unito, domenica in Germania e in Italia.
Le elezioni europee sono state associate ad altre consultazioni locali in alcune nazioni, per rinnovare la Camera dei rappresentanti in Belgio ed alcune assemblee locali in Germania, Grecia, Italia e Regno Unito.
| 22 maggio                | 23 maggio       | 24 maggio                                                      | 25 maggio |
| ------------------------ | --------------- | -------------------------------------------------------------- | --- |
| Paesi Bassi, Regno Unito | Irlanda         | Dipartimenti francesi d'oltremare, Lettonia, Malta, Slovacchia | Austria, Belgio, Bulgaria, Croazia, Cipro, Danimarca, Estonia, Finlandia, Francia, Germania, Grecia, Italia, Lituania, Lussemburgo, Polonia, Portogallo, Romania, Slovenia, Spagna, Svezia, Ungheria |
| Paesi Bassi, Regno Unito | Repubblica Ceca |                                                                | Austria, Belgio, Bulgaria, Croazia, Cipro, Danimarca, Estonia, Finlandia, Francia, Germania, Grecia, Italia, Lituania, Lussemburgo, Polonia, Portogallo, Romania, Slovenia, Spagna, Svezia, Ungheria |

## Contesto

### Quadro politico
La crisi dell'Eurozona in corso, un ramo della Grande Recessione, è iniziata alcuni mesi dopo le ultime elezioni del Parlamento nel giugno 2009. Anche se ha interessato la maggior parte degli Stati membri dell'UE, le economie più colpite sono state quelle del sud Europa, in modo particolare di Grecia, Cipro, Italia, Spagna e Portogallo, ma anche di Irlanda. Con le dure misure di austerità imposte a questi paesi, il consenso dell'opinione pubblica alle istituzioni dell'UE è significativamente diminuito. Ne sono esempio dati quale la percentuale di greci che approvano l'operato di Bruxelles, diminuita dal 32% del 2010 al 19% del 2013, oppure il livello di approvazione registrato in Spagna, che si è dimezzato dal 59% del 2008 al 27% del 2013. Complessivamente, solo quattro dei 28 paesi membri giudicano positivamente la leadership EU. Peter S. Goodman suggerisce che "la sfiducia nei trattati e le convenzioni che tengono insieme l'Europa moderna sembra a un massimo storico."
José Manuel Barroso, il presidente della commissione europea, ha sostenuto che "stiamo assistendo ad un aumento dell'estremismo dall'estrema destra e dall'estrema sinistra» e ha suggerito che l'elezione potrebbe diventare "un festival di rimproveri", a suo parere infondati "contro l'Europa" Il ministro degli Esteri tedesco Frank-Walter Steinmeier ha sostenuto che "la crisi economica potrebbe attivare le forze politiche centrifughe che potrebbero rivelarsi pericolose per l'Unione europea nel suo insieme" e ha continuato descrivendo gli euroscettici come "senza cervello". In risposta, il leader UKIP Nigel Farage ha accusato Steinmeier di far ricorso agli insulti in un tentativo disperato di distogliere l'attenzione dal disastro economico e sociale causato alla Grecia dall'adesione all'Euro. Farage ha anche ipotizzato, nel suo discorso al Parlamento europeo nel gennaio 2014, che alle prossime elezioni "sarà una battaglia fra le democrazie nazionali e la burocrazia statale UE."
Secondo una stima del The Economist del gennaio 2014 "le forze populiste anti-EU di destra e sinistra potrebbero prendere fra il 16% e il 25% dei seggi del parlamento, dal 12% di oggi." Un articolo di Policy Network del febbraio 2014, sostiene che i media si siano concentrati sui partiti anti-EU, ma tuttavia questi "rimarrebbero di modeste dimensioni" in confronto ai partiti maggiori; ancora secondo Policy Network "la loro crescita e la loro intenzione di collaborare, comporterà cambiamenti importanti per la UE e la politica europea." Secondo alcuni sondaggi, in molte nazioni, la maggioranza relativa dei voti potrebbe essere ottenuta da un partito euroscettico, compresa la Francia (Fronte Nazionale), i Paesi Bassi (Partito per la Libertà), e l'Austria (Partito della Libertà). In Grecia, la Coalizione della Sinistra Radicale (SYRIZA) guida i sondaggi effettuati nel gennaio 2014.

### Presidente della commissione europea
Il trattato di Lisbona prevede che il parlamento europeo debba eleggere il presidente della Commissione europea, capo dell'esecutivo europeo, sulla base di una proposta fatta dal Consiglio europeo, prendendo in considerazione le elezioni europee (articolo 17, paragrafo 7 della TEU). Queste disposizioni vengono applicate per la prima volta durante le elezioni europee del 2014.
I maggiori partiti hanno designato un candidato al ruolo di presidente. I candidati sono Jean-Claude Juncker per il Gruppo del Partito Popolare Europeo, Ska Keller per i I Verdi/Alleanza Libera Europea, Martin Schulz per l'Alleanza Progressista dei Socialisti e dei Democratici, Alexīs Tsipras per la Sinistra Unitaria Europea/Sinistra Verde Nordica e Guy Verhofstadt per l'Gruppo dell'Alleanza dei Democratici e dei Liberali per l'Europa.

Candidati presidente
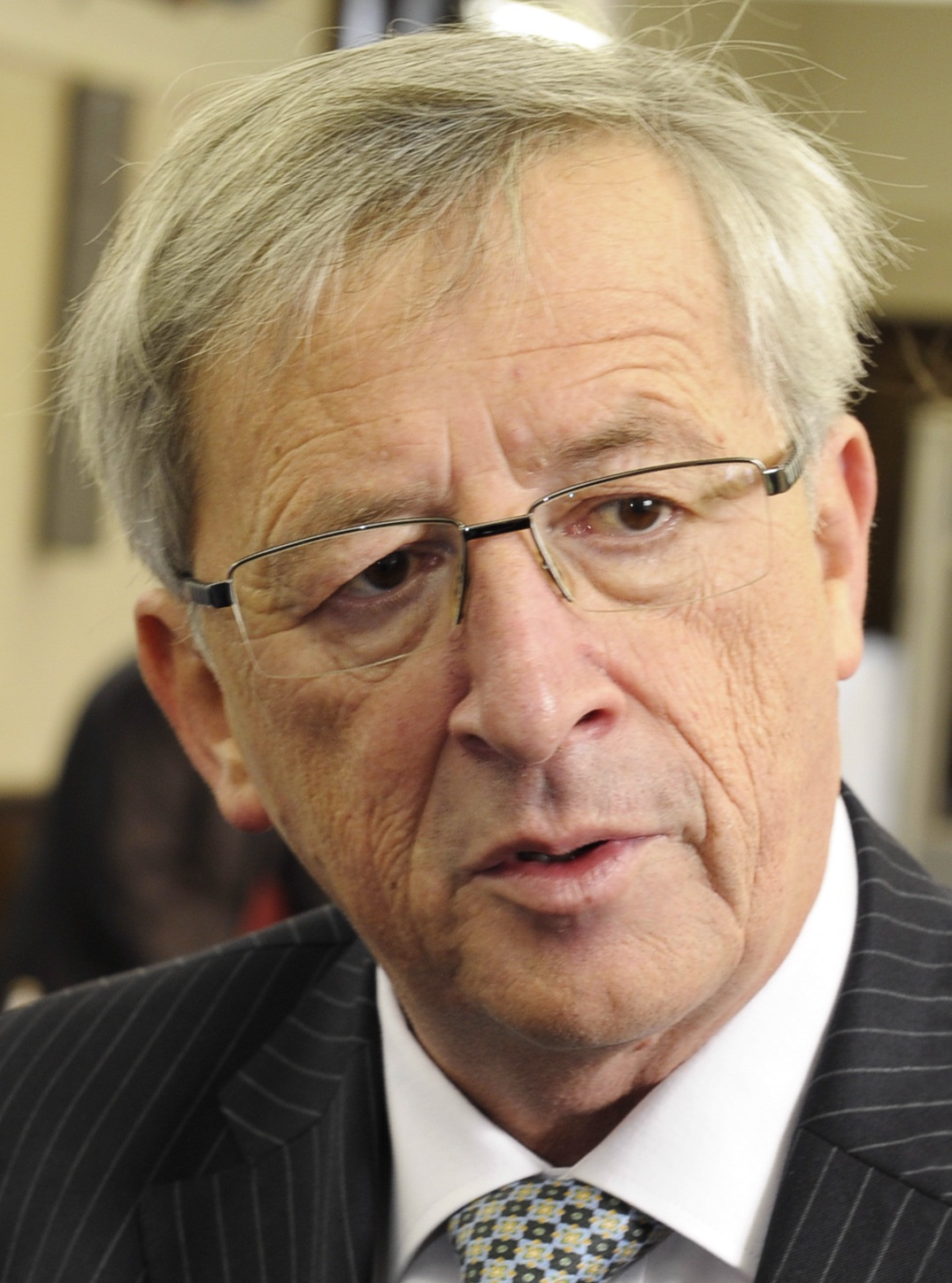
Jean-Claude Juncker (PPE)
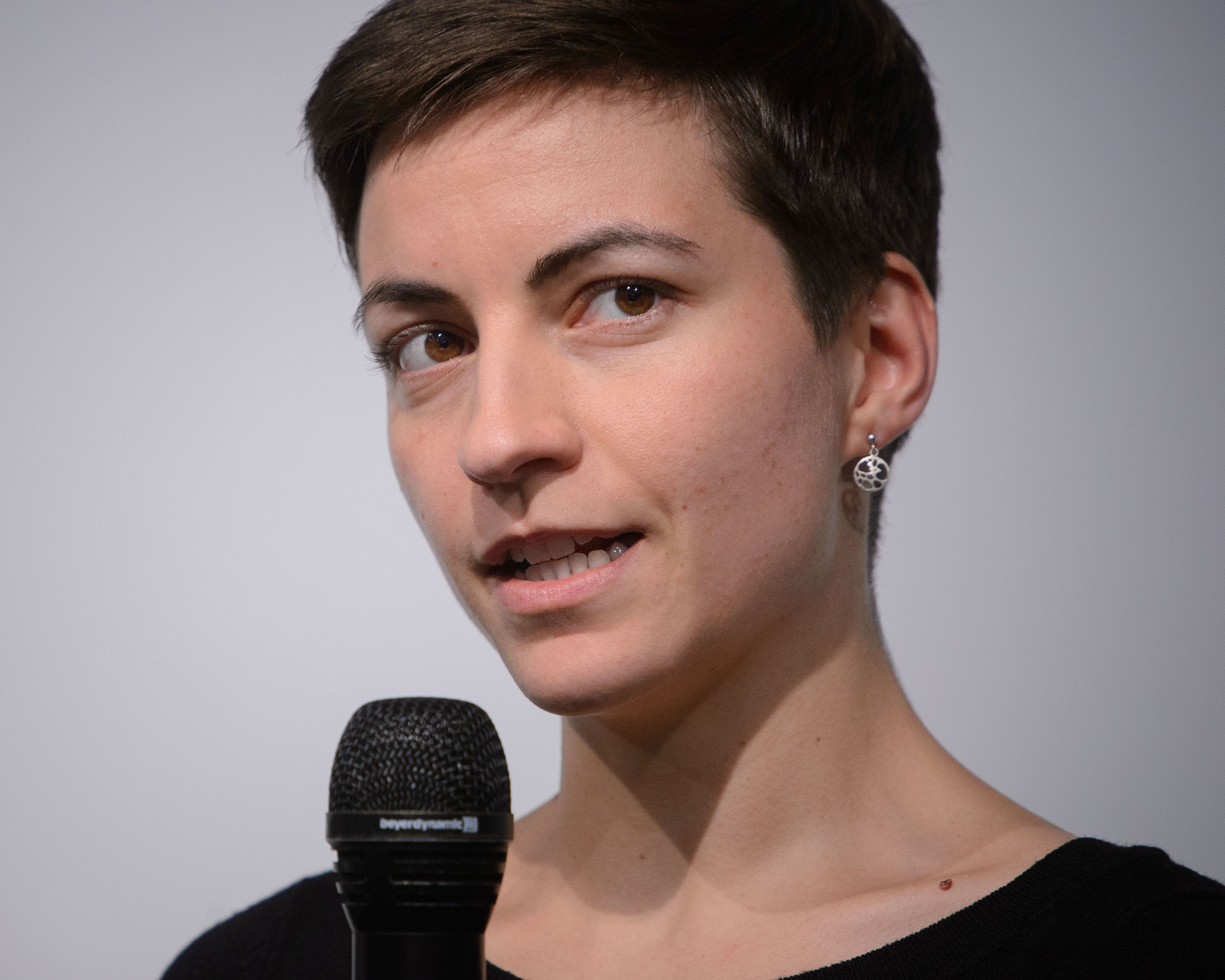
Ska Keller (Verdi/ALE)
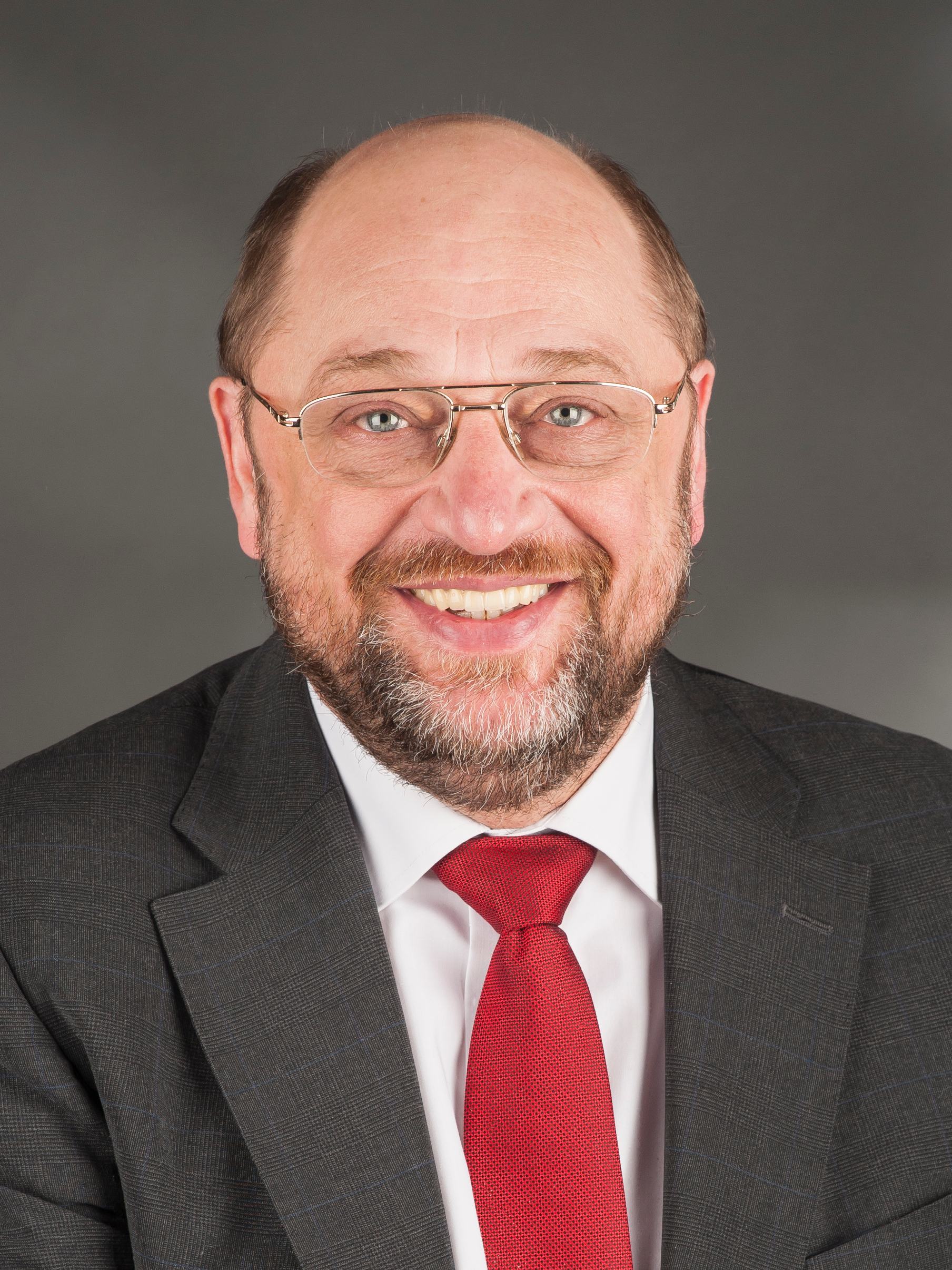
Martin Schulz (S&D)
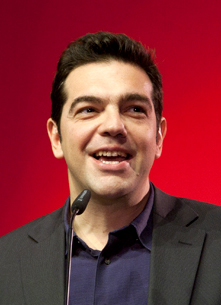
Alexīs Tsipras (GUE/NGL)
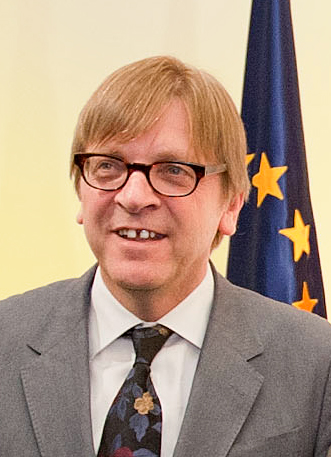
Guy Verhofstadt (ALDE-PDE)

Tuttavia, rilevanti politici europei come il presidente Herman Van Rompuy, la cancelliera tedesca Angela Merkel, contestano l'aspirazione dei partiti politici europei di voler collegare la presidenza della commissione europea con i risultati delle elezioni europee ed esigono che il futuro presidente debba soddisfare le aspettative, prima di tutto, degli stati membri.

### Confronti televisivi
Per la prima volta, in occasione delle elezioni europee, si sono tenuti dei confronti televisivi tra i candidati alla presidenza della Commissione Europea.
Uno di questi è stato trasmesso dall'Unione europea di radiodiffusione che ha diffuso il segnale ai membri che ne hanno fatto richiesta. I dibattiti si sono tenuti in presenza del pubblico nella camera plenaria del parlamento europeo a Bruxelles. Moderatrice è stata la giornalista italiana Monica Maggioni, inviata di guerra e direttrice di Rai News 24 e Televideo Rai. Il dibattito si è svolto il 15 maggio, per una durata di 90 minuti, con la presenza dei cinque principali candidati: Schulz, Juncker, Keller, Verhofstadt e Tsipras.
| Stati membri   | TV                                                                                                 | RADIO                     | INTERNET                                     |
| -------------- | -------------------------------------------------------------------------------------------------- | ------------------------- | -------------------------------------------- |
| Internazionale | Deutsche Welle Euronews                                                                            |                           |                                              |
| Germania       | ZDF ARD (Phoenix) ARTE                                                                             |                           | ARTE                                         |
| Francia        | TV5MONDE LCP AN - Public Sénat iTELE ARTE                                                          | Radio Nantes Radio France | France Télévisions Chaîne Parlementaire ARTE |
| Italia         | Rai (RaiNews24)                                                                                    |                           |                                              |
| Regno Unito    | BBC (BBC Parliament)                                                                               | Caledonia Media           |                                              |
| Spagna         | TVE (Canal 24 Horas) Televisió de Catalunya (3/24 - regionale)                                     |                           | El Mundo Teleprensa                          |
| Polonia        | | Polish Radio              |                                              |
| Romania        | TVR Antena 3 Digi 24                                                                               |                           |                                              |
| Paesi Bassi    | |                           | NOS                                          |
| Belgio         | RTBF (La Trois) VRT (Canvas)                                                                       |                           |                                              |
| Rep. Ceca      | | Czech Radio               |                                              |
| Grecia         | |                           | Efimerida ton Syntakton                      |
| Ungheria       | |                           |                                              |
| Portogallo     | RTP (RTP Informação) Económico TV                                                                  |                           | Diário de Notícias                           |
| Svezia         | SVT (differita)                                                                                    |                           |                                              |
| Austria        | ORF (ORF 3)                                                                                        |                           | Der Standard                                 |
| Bulgaria       | BNT Kanal 6                                                                                        |                           |                                              |
| Finlandia      | |                           | YLE                                          |
| Danimarca      | |                           | DR                                           |
| Slovacchia     | Slovak TV                                                                                          |                           |                                              |
| Croazia        | HRT (HRT 1) RI TV (regionale) Kanal RI (regionale) TV Nova Pula (regionale) TV Student (regionale) |                           |                                              |
| Irlanda        | RTE (Now News)                                                                                     |                           | RTE                                          |
| Lituania       | |                           | DELFI                                        |
| Lettonia       | |                           |                                              |
| Slovenia       | |                           |                                              |
| Cipro          | |                           |                                              |
| Estonia        | |                           |                                              |
| Lussemburgo    | Chamber TV                                                                                         |                           |                                              |
| Malta          | |                           | Malta Today                                  |
| Canada         | Cable Public Affairs                                                                               |                           |                                              |
| Ucraina        | NTU                                                                                                |                           |                                              |

L'8 e il 20 maggio inoltre, prima ZDF e ORF congiuntamente, e poi ARD, organizzeranno i duelli tra i leader delle principali forze parlamentari, ossia Jean-Claude Juncker per il PPE e Martin Schulz per il gruppo S&D

## Distribuzione dei seggi
Ripartizione dei seggi del parlamento europeo (cambiamenti fra il Trattato di Nizza ed il Trattato di Lisbona).
| Stato membro | 2007 Nizza | 2009 Nizza (precedenti elezioni) | 2014 Lisbona | 2014c + Croazia |
| ------------ | ---------- | -------------------------------- | ------------ | --------------- |
| Germania     | 99         | 99                               | 96           | 96              |
| Francia      | 78         | 72                               | 74           | 74              |
| Regno Unitoa | 78         | 72                               | 73           | 73              |
| Italia       | 78         | 72                               | 73           | 73              |
| Spagna       | 54         | 50                               | 54           | 54              |
| Polonia      | 54         | 50                               | 51           | 51              |
| Romania      | 35         | 33                               | 33           | 32              |
| Paesi Bassi  | 27         | 25                               | 26           | 26              |
| Belgio       | 24         | 22                               | 22           | 21              |
| Rep. Ceca    | 24         | 22                               | 22           | 21              |
| Grecia       | 24         | 22                               | 22           | 21              |
| Ungheria     | 24         | 22                               | 22           | 21              |
| Portogallo   | 24         | 22                               | 22           | 21              |
| Svezia       | 19         | 18                               | 20           | 20              |
| Austria      | 18         | 17                               | 19           | 18              |
| Bulgaria     | 18         | 17                               | 18           | 17              |
| Finlandia    | 14         | 13                               | 13           | 13              |
| Danimarca    | 14         | 13                               | 13           | 13              |
| Slovacchia   | 14         | 13                               | 13           | 13              |
| Croazia      | –          | –                                | –            | 11              |
| Irlanda      | 13         | 12                               | 12           | 11              |
| Lituania     | 13         | 12                               | 12           | 11              |
| Lettonia     | 9          | 8                                | 9            | 8               |
| Slovenia     | 7          | 7                                | 8            | 8               |
| Cipro        | 6          | 6                                | 6            | 6               |
| Estonia      | 6          | 6                                | 6            | 6               |
| Lussemburgo  | 6          | 6                                | 6            | 6               |
| Malta        | 5          | 5                                | 6            | 6               |
| Totale:      | 785        | 736                              | 751b         | 751b            |

Le nazioni scritte in corsivo sono divise in sub-circoscrizioni nazionali.

a Include Gibilterra, ma nessun altro territorio britannico d'oltremare.

b Il presidente non viene contato ufficialmente, lasciando il totale a 750 parlamentari.

c Come proposto dal Parlamento europeo il 13 marzo 2013.
L'articolo 14 del Trattato di Lisbona stabilisce che "Il Parlamento europeo è composto da rappresentanti dei cittadini dell'Unione. Essi non devono superare la quota di settecentocinquanta, più il Presidente. La rappresentanza dei cittadini deve essere regressivamente proporzionale, con una soglia minima di sei membri per ogni Stato membro. A nessuno stato membro dovranno essere assegnati più di novantasei seggi".
Era stato dichiarato il desiderio da parte dei governi degli stati membri di ratificare il Trattato di Lisbona prima delle elezioni del 2009, in modo che i suoi articoli che governano il Parlamento europeo potessero entrare in vigore già per quella elezione. Il processo, tuttavia, è stato bloccato dal rifiuto dell'Irlanda, avvenuto mediante il referendum costituzionale del 2008. Pertanto, nel giugno 2009, il Parlamento europeo è stato eletto con le regole del Trattato di Nizza, che prevedeva 736 seggi in luogo dei 751 previsti dal Trattato di Lisbona.
Il Trattato di Lisbona è stato poi ratificato anche dall'Irlanda, mediante il referendum costituzionale del 2009; nel dicembre 2011 sono divenute operative alcune clausole provvisorie dirette ad assegnare alcuni seggi addizionali, senza sottrarre i tre seggi extra della Germania. Questi 18 eurodeputati in più hanno portato il numero dei membri del Parlamento a 754 per il periodo transitorio fino al 2014. Questi 18 eurodeputati "fantasma" avrebbero avuto all'inizio una posizione da osservatori, prima di diventare membri a tutti gli effetti qualora un protocollo aggiuntivo fosse stato ratificato entro il 2014.
Di conseguenza, le elezioni del 2014 sono state le prime ad applicare la ripartizione dei seggi prevista dall'applicazione del Trattato di Lisbona.
Tuttavia, l'adesione della Croazia all'Unione europea, avvenuta il 1º luglio 2013, ha obbligato la UE a rivedere la distribuzione dei seggi all'interno del Parlamento europeo, e il numero dei seggi è salito a 766 con l'accesso del nuovo stato, sfondando quindi la soglia di 751 seggi stabilita dal Trattato sull'Unione europea.
L'eurodeputato Andrew Duff (ALDE, Regno Unito) ha stilato due articoli nel marzo 2011 e settembre 2012, proponendo nuove ripartizioni dei seggi (vedi tabella). Le decisioni sulla ripartizione dei seggi nel Parlamento sono governate dall'Articolo 14, che stabilisce che "Il Consiglio europeo deve adottare all'unanimità, su iniziativa del Parlamento europeo e con il suo consenso, una decisione che stabilisca la composizione del Parlamento europeo", rispettando il principio della proporzionalità regressiva, della soglia di 6 seggi per gli stati più piccoli e il limite di 96 deputati per lo stato più grande.

## Legge elettorale
Dall'ottobre 2008 Andrew Duff si appella al Parlamento europeo per una riforma della legge elettorale in vista delle elezioni del 2014, inclusa la creazione di un collegio di 25 seggi in cui ogni cittadino europeo possa essere autorizzato a votare sulla base di liste pan-europee. Duff è stato nominato relatore, in quanto il Parlamento ha il diritto di iniziativa in questo campo in cui il Consiglio si deve esprimere all'unanimità.
Dopo le elezioni del 2009, Duff ha proposto una nuova versione del suo articolo, che è stato adottato dal Comitato sugli Affari Costituzionali nell'aprile 2011. La sessione plenaria del Parlamento ha respinto tuttavia l'articolo al Comitato nel luglio 2011. Una terza versione dell'articolo fu pubblicata nel settembre 2011 e fu adottata dal Comitato Affari Costituzionali nel gennaio 2012; la proposta fu comunque ritirata prima di essere discussa dal Parlamento in plenaria nel marzo 2012, per timore che potesse essere nuovamente respinta.

## Affluenza
| Regioni                              | Regioni          | Regioni          | Regioni            | Regioni            | Regioni            | Regioni            | Regioni            | Regioni            | Regioni               | Regioni               | Regioni               |
| Europa orientale                     | Europa orientale | Europa orientale | Europa meridionale | Europa meridionale | Europa meridionale | Europa occidentale | Europa occidentale | Europa occidentale | Europa settentrionale | Europa settentrionale | Europa settentrionale |
| ------------------------------------ | ---------------- | ---------------- | ------------------ | ------------------ | ------------------ | ------------------ | ------------------ | ------------------ | --------------------- | --------------------- | --------------------- |
| Bulgaria                             | 35,5%            | 3,49%            | Cipro              | 43,97%             | 15,43%             | Austria            | 45,7%              | 0,27%              | Danimarca             | 56,4%                 | 3,14%                 |
| Rep. Ceca                            | 19,5%            | 8,72%            | Croazia            | 25,06%             | 4,22%              | Belgio             | 90%                | 0,39%              | Estonia               | 36,44%                | 7,46%                 |
| Ungheria                             | 28,92%           | 7,39%            | Grecia             | 58,2%              | 5,59%              | Francia            | 43,5%              | 2,87%              | Finlandia             | 40,9%                 | 2,30%                 |
| Polonia                              | 22,7%            | 1,83%            | Italia             | 58,68%             | 7,78%              | Germania           | 47,9%              | 4,63%              | Irlanda               | 51,6%                 | 7,04%                 |
| Romania                              | 32,16%           | 4,49%            | Malta              | 74,81%             | 3,98%              | Lussemburgo        | 90%                | 0,76%              | Lettonia              | 30,04%                | 23,66%                |
| Slovacchia                           | 13,0%            | 6,64%            | Portogallo         | 34,5%              | 2,27%              | Paesi Bassi        | 37%                | 0,25%              | Lituania              | 44,91%                | 23,93%                |
| N.D.                                 | N.D.             | N.D.             | Slovenia           | 20,96%             | 7,41%              | N.D.               | N.D.               | N.D.               | Regno Unito           | 36%                   | 1,30%                 |
| N.D.                                 | N.D.             | N.D.             | Spagna             | 45,9%              | 1,03%              | N.D.               | N.D.               | N.D.               | Svezia                | 48,8%                 | 3,27%                 |
| Media                                |                  |                  | Media              |                    |                    | Media              |                    |                    | Media                 |                       |                       |
| Media Unione Europea 43,09% ( 0,09%) |                  |                  |                    |                    |                    |                    |                    |                    |                       |                       |                       |

## Gruppi politici
| Gruppo                    | Gruppo                                                                  | Partito                                                                                           | Seggi |
| ------------------------- | ----------------------------------------------------------------------- | ------------------------------------------------------------------------------------------------- | ----- |
|                           | Gruppo del Partito Popolare Europeo (PPE)                               | Partito Popolare Europeo                                                                          | 221   |
|                           | Alleanza Progressista dei Socialisti e dei Democratici (S&D)            | Partito del Socialismo Europeo                                                                    | 191   |
|                           | Gruppo dei Conservatori e dei Riformisti Europei (ECR)                  | - Alleanza dei Conservatori e dei Riformisti Europei - Movimento Politico Cristiano d'Europa      | 70    |
|                           | Gruppo dell'Alleanza dei Democratici e dei Liberali per l'Europa (ALDE) | - Partito dell'Alleanza dei Liberali e dei Democratici per l'Europa - Partito Democratico Europeo | 67    |
|                           | Sinistra Unitaria Europea/Sinistra Verde Nordica (GUE/NGL)              | - Partito della Sinistra Europea - Alleanza della Sinistra Verde Nordica                          | 52    |
|                           | I Verdi/Alleanza Libera Europea (Verdi/ALE)                             | - Partito Verde Europeo - Alleanza Libera Europea                                                 | 50    |
|                           | Europa della Libertà e della Democrazia Diretta (EFDD)                  | Movimento per un'Europa della Libertà e della Democrazia                                          | 48    |
|                           | Non iscritti (NI)                                                       | Indipendenti                                                                                      | 52    |
| Totale                    | Totale                                                                  | Totale                                                                                            | 751   |
| Fonte: Parlamento europeo |                                                                         |                                                                                                   |       |

| Riepilogo dei seggi (+/- elezioni 2009) | Riepilogo dei seggi (+/- elezioni 2009) | Riepilogo dei seggi (+/- elezioni 2009) | Riepilogo dei seggi (+/- elezioni 2009) | Riepilogo dei seggi (+/- elezioni 2009) | Riepilogo dei seggi (+/- elezioni 2009) | Riepilogo dei seggi (+/- elezioni 2009) |
| --------------------------------------- | --------------------------------------- | --------------------------------------- | --------------------------------------- | --------------------------------------- | --------------------------------------- | --------------------------------------- |
|                                         |                                         |                                         |                                         |                                         |                                         |                                         |
| GUE/NGL                                 | 52                                      | ▲ 17                                    |                                         | PSE                                     | 191                                     | ▲ 7                                     |
| Verdi/ALE                               | 50                                      | ▼ 5                                     |                                         | NI                                      | 52                                      | ▲ 26                                    |
| ALDE                                    | 67                                      | ▼ 17                                    |                                         | PPE                                     | 221                                     | ▼ 44                                    |
| EFDD                                    | 48                                      | ▲ 16                                    |                                         | ECR                                     | 55                                      | ▲ 15                                    |

## Ripartizione dei seggi
| Stato                   | PPE                              | S&D                 | ECR             | ALDE                    | GUE/NGL                  | Verdi/ALE                     | EFDD       | NI             | Totale |
| ----------------------- | -------------------------------- | ------------------- | --------------- | ----------------------- | ------------------------ | ----------------------------- | ---------- | -------------- | ------ |
| Austria (risultati)     | 5 ÖVP                            | 5 SPÖ               |                 | 1 NEOS                  |                          | 3 Grüne                       |            | 4 FPÖ          | 18     |
| Belgio (risultati)      | 2 CD&V 1 CDH 1 CSP               | 3 PS 1 SP.A         | 4 N-VA          | 3 Open VLD 3 MR         |                          | 1 Ecolo 1 Groen               |            | 1 VB           | 21     |
| Bulgaria (risultati)    | 6 GERB 1 DSB                     | 4 BSP               | 1 BBT 1 IMRO    | 4 DPS                   |                          |                               |            |                | 17     |
| Cipro (risultati)       | 2 DISY                           | 1 DIKO 1 EDEK       |                 |                         | 2 AKEL                   |                               |            |                | 6      |
| Croazia (risultati)     | 4 HDZ 1 HSS                      | 2 SDP               | 1 HSP-AS        | 1 HNS-LD 1 IDS          |                          | 1 ORaH                        |            |                | 11     |
| Danimarca (risultati)   | 1 C                              | 3 S                 | 4 O             | 2 V 1 B                 | 1 N                      | 1 SF                          |            |                | 13     |
| Estonia (risultati)     | 1 IRL                            | 1 SDE               |                 | 2 RE 1 KE               |                          | 1 Ind.                        |            |                | 6      |
| Finlandia (risultati)   | 3 Kok                            | 2 SDP               | 2 PS            | 3 Kesk 1 SFP            | 1 Vas                    | 1 VIHR                        |            |                | 13     |
| Francia (risultati)     | 20 UMP                           | 12 PS 1 PRG         |                 | 4 MoDem 1 AC 1 NC 1 PR  | 3 FG 1 AO                | 6 EELV                        | 1 Ind.     | 23 FN          | 74     |
| Germania (risultati)    | 29 CDU 5 CSU                     | 27 SPD              | 7 AfD 1 Familie | 3 FDP 1 LE              | 7 Linke 1 Tierschutz     | 11 B'90/Grüne 1 Piraten 1 ÖDP |            | 1 NPD 1 PARTEI | 96     |
| Grecia (risultati)      | 5 ND                             | 2 PASOK 2 To Potami | 1 ANEL          |                         | 6 SYRIZA                 |                               |            | 3 XA 2 KKE     | 21     |
| Irlanda (risultati)     | 4 FG                             | 1 Ind.              | 1 FF            | 1 Ind.                  | 3 SF 1 Ind.              |                               |            |                | 11     |
| Italia (risultati)      | 13 FI 3 NCD-UDC 1 SVP            | 31 PD               |                 |                         | 3 AET                    |                               | 17 M5S     | 5 LN           | 73     |
| Lettonia (risultati)    | 4 JV                             | 1 Saskaņa SDP       | 1 NA            |                         |                          | 1 LKS                         | 1 ZZS      |                | 8      |
| Lituania (risultati)    | 2 TS-LKD                         | 2 LSDP              | 1 LLRA          | 2 LRLS 1 DP             |                          | 1 LVŽS                        | 2 TT       |                | 11     |
| Lussemburgo (risultati) | 3 CSV                            | 1 LSAP              |                 | 1 DP                    |                          | 1 Gréng                       |            |                | 6      |
| Malta (risultati)       | 3 PN                             | 3 PL                |                 |                         |                          |                               |            |                | 6      |
| Paesi Bassi (risultati) | 5 CDA                            | 3 PvdA              | 1 CU 1 SGP      | 4 D66 3 VVD             | 2 SP 1 PvdD              | 2 GL                          |            | 4 PVV          | 26     |
| Polonia (risultati)     | 19 PO 4 PSL                      | 4 SLD 1 UP          | 18 PiS 1 PR     |                         |                          |                               |            | 4 KNP          | 51     |
| Portogallo (risultati)  | 6 PSD 1 CDS-PP                   | 8 PS                |                 | 2 MPT                   | 3 PCP 1 BE               |                               |            |                | 21     |
| Regno Unito (risultati) |                                  | 20 Lab              | 19 Con 1 UUP    | 1 LibDem                | 1 SF                     | 3 GPEW 2 SNP 1 PC             | 24 UKIP    | 1 DUP          | 73     |
| Rep. Ceca (risultati)   | 3 TOP 09 1 STAN 3 KDU-ČSL        | 4 ČSSD              | 2 ODS           | 4 ANO                   | 3 KSČM                   |                               | 1 Svobodní |                | 21     |
| Romania (risultati)     | 6 PNL 5 PDL 2 UDMR 2 PMP         | 12 PSD 2 UNPR 2 PC  |                 | 1 Ind.                  |                          |                               |            |                | 32     |
| Slovacchia (risultati)  | 2 KDH 2 SDKÚ-DS 1 SMK 1 Most-Híd | 4 Smer-SD           | 1 OL'aNO 1 NOVA | 1 SaS                   |                          |                               |            |                | 13     |
| Slovenia (risultati)    | 3 SDS 1 NSi 1 SLS                | 1 SD                |                 | 1 DeSus                 |                          | 1 Verjamem                    |            |                | 8      |
| Spagna (risultati)      | 16 PP 1 UDC                      | 14 PSOE             |                 | 4 UPYD 1 CDC 1 PNV 2 CS | 5 IU 5 Podemos 1 EhBildu | 1 ICV 2 ERC 1 BNV             |            |                | 54     |
| Svezia (risultati)      | 3 M 1 KD                         | 5 SAP 1 F!          |                 | 2 L 1 C                 | 1 V                      | 4 MP                          | 2 SD       |                | 20     |
| Ungheria (risultati)    | 11 Fidesz 1 KDNP                 | 2 MSZP 2 DK         |                 |                         |                          | 1 Insieme 2014 1 LMP          |            | 3 Jobbik       | 21     |
| Totale                  | 221                              | 191                 | 70              | 67                      | 52                       | 50                            | 48         | 52             | 751    |